# Werner Zandt
Werner Zandt (* 20. Oktober 1927 in Stuttgart; † 13. Oktober 2009 ebenda) war ein deutscher Leichtathlet und Fußballspieler. Er war als Sprinter fünfmal deutscher Meister und nahm 1952 an den Olympischen Spielen in Helsinki teil.

## Leben
Werner Zandt war der Sohn des nach Ende des Ersten Weltkriegs bekannten Sprinters Hugo Zandt. Seine eigene sportliche Leidenschaft galt aber zunächst dem Fußball, wo er sich den Stuttgarter Kickers anschloss. Mit 15 Jahren wurde Zandt Flakhelfer. Dabei gewann er 1944 eine Sprinter-Flak-Meisterschaft in 10,9 s. Trotz einer bei einem Luftangriff erlittenen schweren Verwundung wurde Zandt noch zur Wehrmacht eingezogen, fand jedoch nur im Heimatdienst Verwendung. In diese Zeit fiel seine Berufsausbildung zum Chemigrafen.

## Sportliche Laufbahn
Nach Kriegsende spielte Zandt zunächst wieder Fußball in der A-Jugend der Stuttgarter Kickers. Dabei kam er in der Oberliga-Saison 1946/47 am 35. und 36. Spieltag zu Einsätzen in der ersten Mannschaft (am 8. Juni 1947 gegen Phönix Karlsruhe und am 15. Juni 1947 bei Eintracht Frankfurt).
Beim Stuttgarter Stadtlauf 1948 lief Werner Zandt die 100 Meter mit Fußballstiefeln in 11,3 s, was ihn zur Leichtathletik der Kickers brachte. Noch im gleichen Jahr startete er bei den deutschen Meisterschaften in Nürnberg, wo er über 200 Meter Vizemeister hinter dem Krefelder Leo Lickes wurde.
Bei den deutschen Meisterschaften 1950 im Stuttgarter Neckarstadion wurde Zandt mit 10,6 s Deutscher Meister über 100 Meter, damit stellte er gleichzeitig eine neue Jahresbestleistung auf. Ebenfalls errang er den Meistertitel über 200 Meter in 21,6 s. Mit der 4-mal-100-Meter-Staffel verpasste Zandt mit dem 4. Platz knapp die Medaillenränge.
Seine Doppelmeisterschaft konnte er bei den Deutschen Meisterschaften 1951 in Düsseldorf nicht verteidigen. Über 100 Meter wurde er in einem Herzschlagfinale Dritter hinter den zeitgleichen Heinz Fütterer und Peter Kraus, über 200 Meter wurde er Zweiter hinter dem damals 19-jährigen Kraus. Mit der 4-mal-100-Meter-Staffel gab es wie im Vorjahr den vierten Platz.
Sportlicher Höhepunkt für Werner Zandt war das Jahr 1952. Bei den deutschen Meisterschaften im Olympiastadion Berlin holt er die Titel über 100 Meter und 200 Meter. Damit galt er auch als deutsche Hoffnung für die Olympischen Spiele in Helsinki. Dort schied er über 200 Meter im Halbfinale mit 21,7 s und über 100 Meter im Viertelfinale mit 10,8 s aus. Mit der 4-mal-100-Meter-Staffel schied er bereits in der Vorrunde aus.
Bei dem im August in Hamm ausgetragenen Wettkampf der 4-mal-100-Meter-Staffel wurde er mit der Mannschaft der Stuttgarter Kickers nochmals Deutscher Meister.
Nach dem Ende seiner Leichtathletiklaufbahn schnürte er noch einmal die Fußballstiefel und trat für den Stuttgarter SC in der 1. Amateurliga Württemberg 1954/55 an. Beim Finale um den WFV-Pokal gegen den SpVgg Trossingen am 23. Juli 1955 in Tübingen trug Zandt mit einem Treffer zum 5:0-Sieg der Stuttgarter bei.
In einer Übersicht über die erfolgreichsten deutschen Sprinter, die der Sportjournalist Heinz Vogel nach den Endrundenplatzierungen deutscher Läufer für die Zeit von 1946 bis 1966 erstellt hatte, nahm Zandt hinter Manfred Germar, Heinz Fütterer und Leo Pohl den vierten Rang ein.
Beruflich wurde Zandt Vertreter einer Sportartikelfirma und blieb somit der Leichtathletik verbunden.
Werner Zandt war Ehrenmitglied bei den Kickers und dem VfB Stuttgart und verstarb nach längerer Krankheit wenige Tage vor seinem 82. Geburtstag am 13. Oktober 2009.